# Chiropterotriton multidentatus
Espèce
Synonymes
- Oedipus multidentatus Taylor, 1939 "1938"
- Bolitoglossa multidentata (Taylor, 1939)

Statut de conservation UICN

 EN B1ab(iii,v) : En danger
Chiropterotriton multidentatus est une espèce d'urodèles de la famille des Plethodontidae.

## Répartition
Cette espèce est endémique du centre-Est du Mexique. Elle se rencontre entre 2 000 et 2 900 m d'altitude :
- dans le sud de l'État de San Luis Potosí ;
- dans le sud de l'État de Tamaulipas ;
- dans le sud de l'État de Hidalgo.

## Description
Le mâle holotype mesure 91,5 mm de longueur totale dont 39,5 mm de longueur standard et 52 mm de queue.

## Publication originale
- Taylor, 1939 "1938" : New Caudata and Salientia from Mexico. University of Kansas Science Bulletin, vol. 28, no 14, p. 295-323 (texte intégral).